# Abu Sayyaf
Abu Sayyaf også kendt som al-Harakat al-Islamiyya er en af mange islamiske separatist-grupper, som befinder sig i og omkring de sydlige Filippiner i Bangsamoro, (Jolo, Basilan og Mindanao), hvor forskellige muslimske grupper siden 1970erne har kæmpet for etablering af en uafhængig provins i landet.
Abu Sayyaf-gruppen har siden sin start i begyndelsen af 1990'erne anvendt magtmidlerne bombning, kidnapning, attentater og pengeafpresning for at nå deres mål.

## Forveksling
En person med navnet Abu Sayyaf blev 16. maj 2015 rapporteret dræbt af amerikanske specialtropper i det østlige Syrien. Han var ISIS-commander, men uden nogen kendt tilknytning til Abu Sayyaf-gruppen i Filippinerne.